# I. János burgundi herceg
Rettenthetetlen János (további ismert ragadványnevén Félelem nélküli János, franciául: Jean sans Peur, hollandul: Jan zonder Vrees; Dijon, Burgundi Hercegség, 1371. május 28. – Montereau, Francia Királyság, 1419. szeptember 10.), a Valois–Burgundi-házból származó burgundi herceg 1404 és 1419 között. Kulcsszerepet játszott a 15. század eleji francia politikában unokatestvére, a mentálisan beteg VI. Károly francia király mellett, valamint jelentős szereppel bírt az Angliával szemben zajló százéves háborúban. János azzal, hogy 1407-ben hatalma megerősítése érdekében meggyilkoltatta a király öccsét, Lajos, Orléáns hercegét, kirobbant az armagnacok és burgundiak közötti polgárháború, amely végül az ő 1419-es halálához is vezetett.
János volt Merész Fülöp, Burgundia hercegének és Marguerite de Dampierre, Flandria grófnőjének elsőszülött fia. 1384 és 1404 között Nevers grófja, majd 1404-től Burgundia hercege, Burgund, Artois és Flandria grófja volt haláláig. Jó Fülöp burgundi herceg apja.

## Korai évek
János Dijonban született 1371. május 28-án II. Fülöp burgundi herceg és Marguerite de Dampierre elsőszülött fiaként. Apai nagyapja II. János francia király volt. Anyai nagyapjának, II. Lajos, Flandria grófjának 1384-ben bekövetkezett halálával János elnyerte Nevers grófjának címét, amit miután apja 1404-es halálával Burgundia hercegévé vált, átadott legifjabb öccsének, Fülöpnek.
Apja házasságpolitikája következtében, hogy biztosítsa családja pozícióját a németalföldi régióban, 1385-ben kettős esküvőre került sor a Valois–Burgundi család számára Cambraiban. János elvette Bajorországi Margitot, Bajor Albert, Hainaut, Holland és Zeeland grófjának leányát, míg János húga, Burgundi Margit hercegnő hozzáment Margit bátyjához, a későbbi II. Vilmos bajor herceghez. János korábbi jegyese első-unokatestvére, Katalin volt, aki V. Károly francia király és Bourbon Johanna királyné leánya volt.
Mielőtt a Burgundi Hercegség élére került, János a francia haderők vezetője volt a Zsigmond magyar király vezette I. Bajazid oszmán szultán elleni háborúban. Az 1396-os nikápolyi csata során mutatott bátorsága okán érdemelte ki a Rettenthetetlen (franciául: sans Peur, hollandul: zonder Vrees) ragadványnevét. Személyes bátorsága ellenére a hadjárat kudarcba fulladt, a csatát elvesztették, ő pedig fogságba került, ahonnan csak a következő évben, hatalmas összegű váltságdíj megfizetése ellenében szabadult.

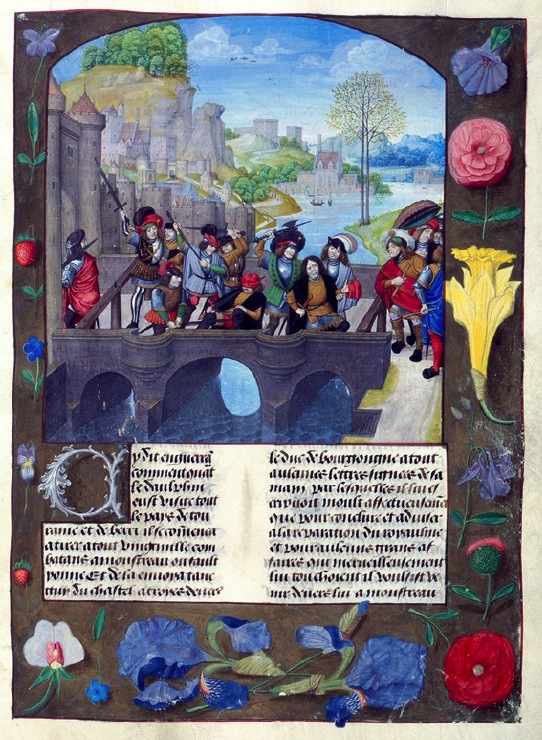
Megölése Montereau közelében

Az Armagnac–burgundi polgárháború során újabb angol invázió sújtotta Franciaországot, ami megrémítette a burgundi herceget. 1419 nyarán megpróbált kiegyezni az armagnacokkal, akik ellenőrzésük alatt tartották a trónörököst. Először Corbeille-ban találkoztak a felek, majd szeptember 10-én újabb találkozót tartottak Montereau közelében. János herceg az Yonne felett átívelő hídon találkozott a trónörökössel. Amikor letérdelt, hogy tiszteletét fejezze ki, Károly kísérete megölte.

## Házassága és gyermekei
Rettenthetetlen János felesége a Wittelsbach-házból való Bajorországi Margit lett. Margit I. Albert bajor herceg és Briegi Margit ötödik gyermeke volt. Házasságukra 1385-ben került sor a burgundiai Cambrai városában. Kettős esküvő volt, ugyanis Margit bátyja, a későbbi II. Vilmos bajor herceg feleségül vette János húgát, Margit hercegnőt. Kapcsolatukból összesen nyolc gyermek született, melyek közül öt érte meg a felnőttkort. Gyermekeik:
- Katalin hercegnő (1391–1414), 1410-ben eljegyezték II. Lajos, Anjou grófjával, ám idő előtt elhunyt;
- Mária hercegnő (1393–1463), I. Adolf klevei herceg felesége lett;
- Margit hercegnő (1393–1442), a francia trónörökös, Lajos, Guyenne hercegének, majd Arthur de Richemont hitvese;
- Fülöp herceg (1396–1467), apja egyetlen törvényes fia és örököse;
- Izabella hercegnő (1397 körül –1412), Olivier de Châtillon-Blois felesége;
- Johanna hercegnő (1399), fiatalon elhunyt;
- Anna hercegnő (1404–1432), hozzáment János, Bedford hercegéhez;
- Ágnes hercegnő (1407–1476), I. Károly, Bourbon hercegének hitvese.

Jánosnak szeretőjétől, Agnes de Croÿ nemeskisasszonytól született egy törvénytelen fia:
- Jean (1404–1479), Cambrai későbbi püspöke.

Ezen felül három további törvénytelen gyermeke született Marguerite de Borsele szeretőjétől:
- Guy (1436†), ő János apósának, I. Albert bajor hercegnek egy illegitim leányát vette feleségül;
- Antoine;
- Philipotte, Joncy úrnője, Antoine de Rochebaron báró felesége.

## Titulusai
- 1384–1404: Nevers grófja, mint I. János
- 1404. április 27. – 1419. szeptember 10.: Burgundia hercege mint I. János
- 1405. március 21. – 1419. szeptember 10.: Burgund grófja mint I. János
- 1405. március 21. – 1419. szeptember 10.: Artois grófja mint I. János
- 1405. március 21. – 1419. szeptember 10.: Flandria grófja mint I. János

## Fordítás
- Ez a szócikk részben vagy egészben  a   John the Fearless című angol Wikipédia-szócikk fordításán alapul.  Az eredeti cikk szerkesztőit annak laptörténete sorolja fel. Ez a jelzés csupán a megfogalmazás eredetét és a szerzői jogokat jelzi, nem szolgál a cikkben szereplő információk forrásmegjelöléseként.

| Rettenthetetlen János Valois–Burgundi-ház (a Valois-ház oldalága) Született: 1371. május 28. Elhunyt: 1419. szeptember 10. |                                              |                     |
| |                                              |                     |
| Előző Merész Fülöp | Burgundia hercege 1404–1419                  | Következő Jó Fülöp  |
| Előző Marguerite de Dampierre                                                                                              | Burgund, Artois és Flandria grófja 1405–1419 | Következő Jó Fülöp  |
| Előző Marguerite de Dampierre                                                                                              | Nevers grófja 1384–1404                      | Következő II. Fülöp |